# Championnat de Finlande de football 1999
Navigation
Saison précédente Saison suivante
La saison 1999 du Championnat de Finlande de football était la 70e édition de la première division finlandaise à poule unique, la Veikkausliiga. Les douze meilleurs clubs du pays jouent les uns contre les autres à deux reprises durant la saison. À la fin de cette première phase, les 8 premiers disputent la poule pour le titre tandis que les 4 derniers jouent une poule de relégation. Le dernier de cette poule est relégué, les 2e et 3e dispute un barrage de promotion-relégation face aux 2e et 3e de D2.
Le FC Haka Valkeakoski, tenant du titre, remporte à nouveau le championnat, en terminant en tête de la poule finale, avec 2 points d'avance sur le HJK Helsinki et 20 sur le MyPa 47 Anjalankoski. C'est le 7e titre de champion de Finlande de l'histoire du club.

## Les 12 clubs participants
| - RoPS Rovaniemi - MyPa 47 Anjalankoski - KTP Kotka - Promu de Ykkonen - FC Inter Turku - Promu de Ykkonen - HJK Helsinki - FC Lahti - Promu de Ykkonen | - FC Jazz Pori - TPS Turku - FC Jokerit - VPS Vaasa - FC Haka Valkeakoski - TPV Tampere - Promu de Ykkonen |

## Compétition
Le barème de points servant à établir les classements se décompose ainsi :
- Victoire : 3 points
- Match nul : 1 point
- Défaite : 0 point

### Première phase
| Rang | Équipe                | Pts | J  | G  | N  | P  | Bp | Bc | Diff |
| ---- | --------------------- | --- | -- | -- | -- | -- | -- | -- | ---- |
| 1    | FC Haka Valkeakoski T | 50  | 22 | 15 | 5  | 2  | 43 | 17 | +26  |
| 2    | HJK Helsinki          | 47  | 22 | 14 | 5  | 3  | 43 | 14 | +29  |
| 3    | FC Inter Turku P      | 34  | 22 | 10 | 4  | 8  | 28 | 25 | +3   |
| 4    | FC Jokerit            | 33  | 22 | 9  | 6  | 7  | 26 | 22 | +4   |
| 5    | MyPa 47 Anjalankoski  | 33  | 22 | 9  | 6  | 7  | 27 | 27 | 0    |
| 6    | FC Jazz Pori          | 31  | 22 | 7  | 10 | 5  | 28 | 24 | +4   |
| 7    | KTP Kotka P           | 28  | 22 | 7  | 7  | 8  | 22 | 25 | -3   |
| 8    | RoPS Rovaniemi        | 27  | 22 | 6  | 9  | 7  | 27 | 30 | -3   |
| 9    | TPS Turku             | 27  | 22 | 7  | 6  | 9  | 27 | 31 | -4   |
| 10   | FC Lahti P            | 22  | 22 | 6  | 4  | 12 | 25 | 41 | -16  |
| 11   | VPS Vaasa             | 21  | 22 | 6  | 3  | 13 | 22 | 33 | -11  |
| 12   | TPV Tampere 'P        | 8   | 22 | 1  | 5  | 16 | 13 | 42 | -29  |

|  | Participation à la poule pour le titre              |
|  | Participation à la poule de relégation              |
|  | T Tenant du titre P Club promu de deuxième division |

### Seconde phase

#### Poule pour le titre
| Rang | Équipe               | Pts | J  | G  | N  | P  | Bp | Bc | Diff |
| ---- | -------------------- | --- | -- | -- | -- | -- | -- | -- | ---- |
| 1    | FC Haka Valkeakoski  | 67  | 29 | 20 | 7  | 2  | 54 | 18 | +36  |
| 2    | HJK Helsinki         | 65  | 29 | 20 | 5  | 4  | 53 | 18 | +35  |
| 3    | MyPa 47 Anjalankoski | 47  | 29 | 13 | 8  | 8  | 39 | 32 | +7   |
| 4    | FC Jokerit C         | 40  | 29 | 11 | 7  | 11 | 35 | 31 | +4   |
| 5    | FC Inter Turku P     | 39  | 29 | 11 | 6  | 12 | 38 | 37 | +1   |
| 6    | FC Jazz Pori         | 37  | 29 | 8  | 13 | 8  | 32 | 34 | -2   |
| 7    | KTP Kotka P          | 34  | 29 | 8  | 10 | 11 | 29 | 35 | -6   |
| 8    | RoPS Rovaniemi       | 31  | 29 | 7  | 10 | 12 | 31 | 46 | -15  |

|  | Qualification pour la Ligue des champions 2000-2001 |
|  | Qualification pour la Coupe UEFA 2000-2001          |
|  | Qualification pour la Coupe Intertoto 2000          |
|  | T Tenant du titre P Club promu de deuxième division |

#### Poule de relégation
| Rang | Équipe        | Pts | J  | G  | N | P  | Bp | Bc | Diff |
| ---- | ------------- | --- | -- | -- | - | -- | -- | -- | ---- |
| 1    | TPS Turku     | 39  | 28 | 10 | 9 | 9  | 40 | 34 | +6   |
| 2    | FC Lahti P    | 30  | 28 | 8  | 6 | 14 | 34 | 55 | -21  |
| 3    | VPS Vaasa     | 29  | 28 | 8  | 5 | 15 | 34 | 42 | -8   |
| 4    | TPV Tampere P | 12  | 28 | 2  | 6 | 20 | 23 | 60 | -37  |

|  | Participation à la poule de relégation |
|  | Relégation en Ykkonen                  |
|  | P Club promu de deuxième division      |

#### Barrage de promotion-relégation
| Équipe 1               | Résultat | Équipe 2  | Aller | Retour |
| ---------------------- | -------- | --------- | ----- | ------ |
| Atlantis Helsinki (D2) | 2 - 3    | VPS Vaasa | 2 - 1 | 0 - 2  |
| Jaro Pietarsaari (D2)  | 0 - 1    | FC Lahti  | 0 - 0 | 0 - 1  |

## Bilan de la saison
| Championnat de Finlande de football 1999                |                                |
| Champion                                                | FC Haka Valkeakoski (7e titre) |
| Coupes et trophées                                      |                                |
| Vainqueur de la Coupe de Finlande 1999                  | FC Jokerit                     |
| Qualifications continentales                            |                                |
| Ligue des champions 2000-2001 Premier tour préliminaire | FC Haka Valkeakoski            |
| Coupe UEFA 2000-2001 Premier tour                       | FC Jokerit                     |
| Coupe UEFA 2000-2001 Premier tour                       | HJK Helsinki                   |
| Coupe Intertoto 2000                                    | MyPa 47 Anjalankoski           |
| Promotions et relégations                               |                                |
| Promus en Veikkausliiga                                 | Tampere United                 |
| Relégués en Ykkonen                                     | TPV Tampere                    |